# Monanus ornatus
Monanus ornatus es una especie de coleóptero de la familia Silvanidae.

## Distribución geográfica
Habita en las Seychelles.